# Iriomote
Iriomote (西表島; Iriomote-dzsima; Hepburn: Iriomote-jima; jaejamaiul Irimutii; okinavaiul Iriumuti) a Jaejama-szigetek legnagyobb tagja és a második legnagyobb sziget Okinava prefektúrában Okinava után.
A sziget 289 km² területű, lakossága 2005-ben 2347 fő. Mivel Iriomote nem rendelkezik leszállóhellyel, a szigetre látogató évi 406 000 turista (2007-es adat) komppal kel át Isigakiról. A 31,4 km-es út megtétele után az északkeleti Uvahara (上原港) kikötőbe, vagy a délkeleti Óhara (大原港) kikötőbe érkeznek meg. A sziget közigazgatásilag Taketomi városhoz tartozik. Az infrastruktúra csupán egyetlen tengerparti útra terjed ki, amely az északi és a déli partot köti össze.
2021 óta a világörökség része.

## Földrajz, éghajlat

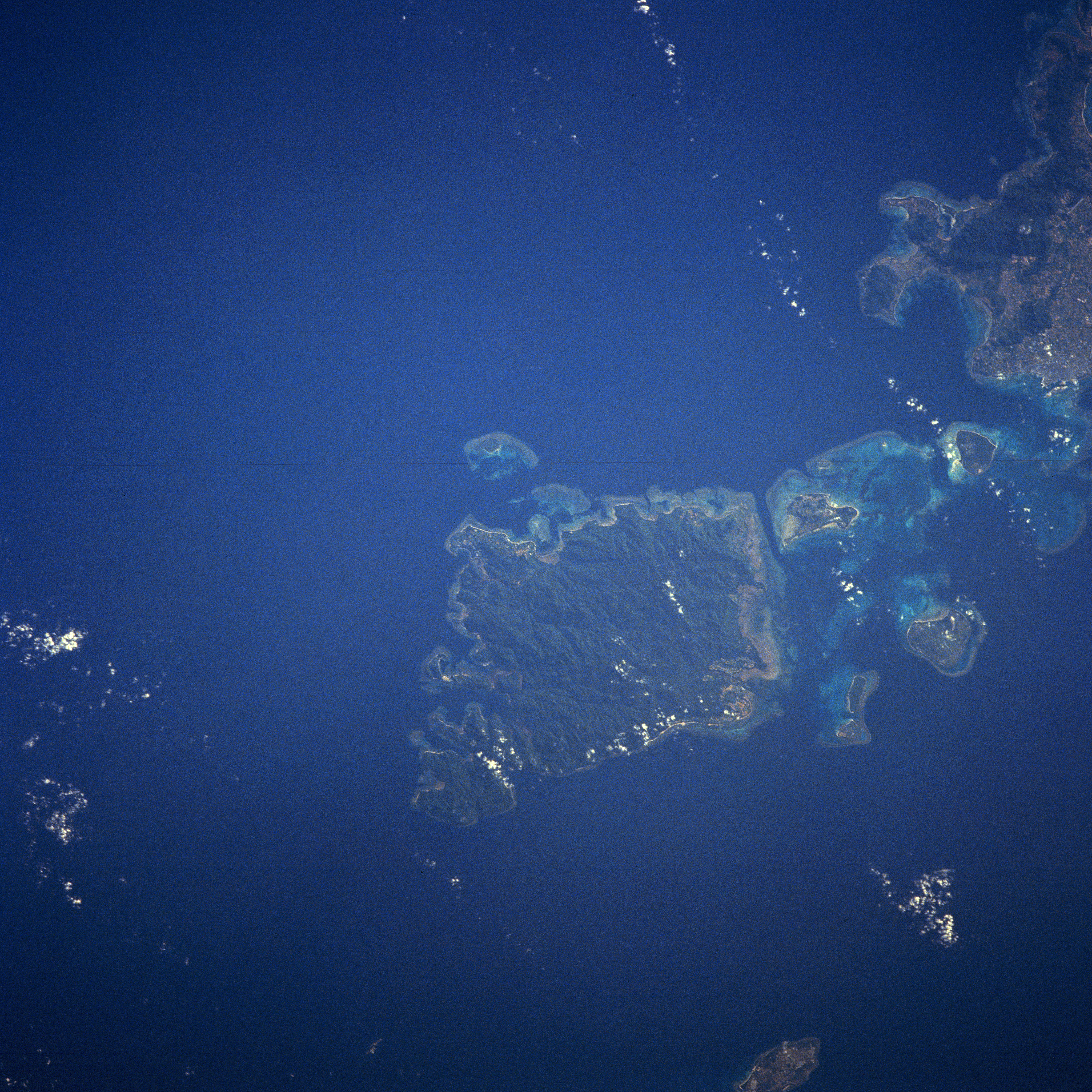
Iriomote műholdfelvételen (1991 augusztus)

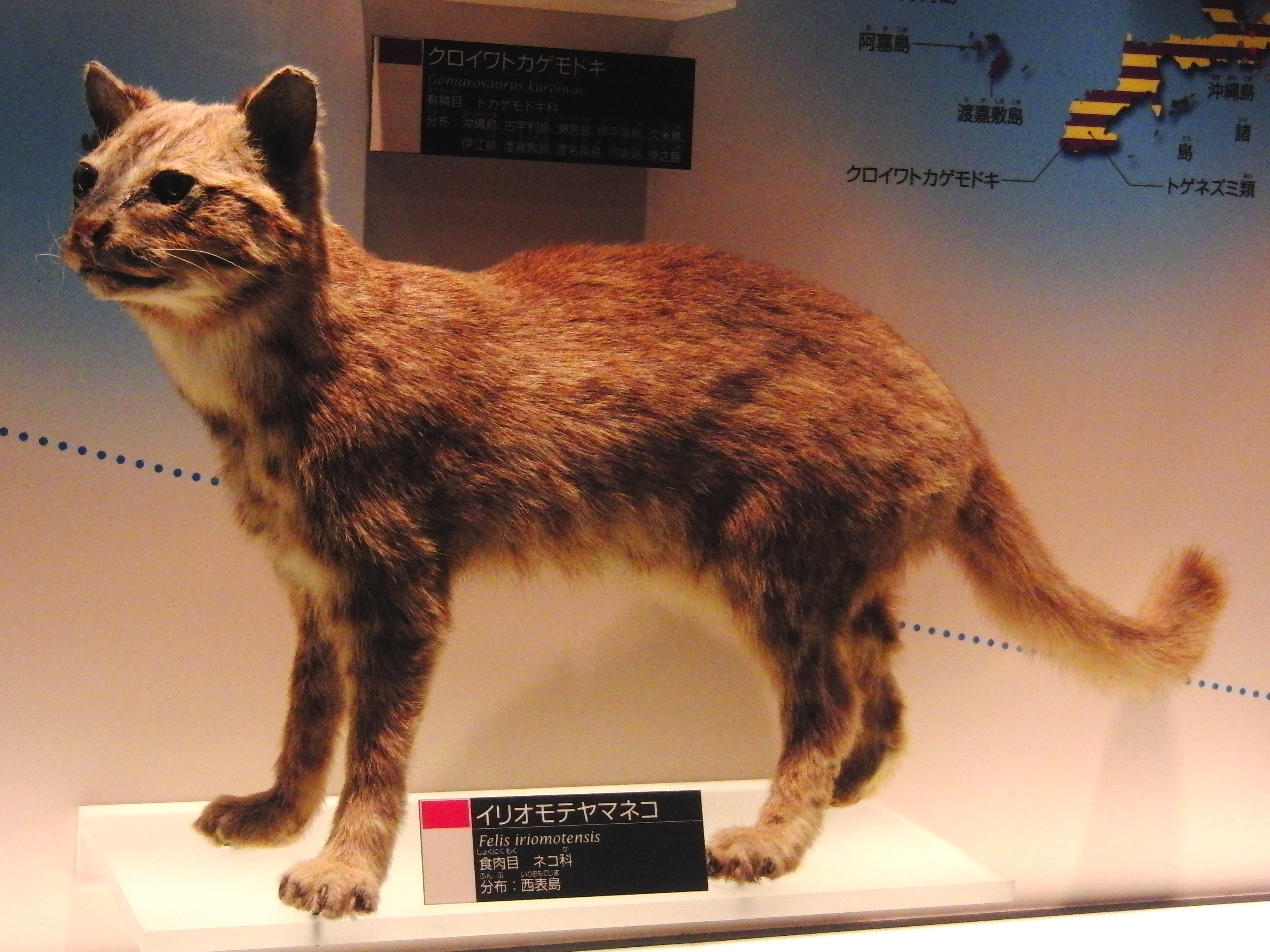
Iriomote-szigeti macska

Iriomote szigetén egyenlítői éghajlat uralkodik. Az átlagos évi középhőmérséklet 23,4 °C, az átlagos havi középhőmérséklet a januári 18,5 °C és a júliusi 28,4 °C között mozog. Az átlagos évi csapadékmennyiség 2500 mm körül van. A tájfunok időszaka június és szeptember közé esik.
Iriomote 90%-át sűrű dzsungel és mangrove mocsarak borítják. A sziget 80%-a védett állami föld, 34,3%-a (10 386 ha) az Iriomote–Isigaki Nemzeti Park részét képezi. A sziget legmagasabb pontja a Komi-hegy (古見岳; Komidake), ami 469,5 m magas. Iriomotétól 21 km-re északnyugatra (é. sz. 24° 33′ 29″, k. h. 124° 00′ 00″24.558056°N 124.000000°EIriomotejima) egy aktív tenger alatti tűzhányó található, amely utoljára 1924-ben tört ki, s csúcsa 200 méterrel merül a tenger alá.
A szigeten található Uraucsi (浦内川; Uraucsi-gava) a leghosszabb folyó Okinava prefektúrában, legkisebb folyója a Nakama (仲間川; Nakama-gava). A Pinaiszara vízesés a legnagyobb Okinava prefektúrában.

### Élővilág
A szigeten található számos trópusi növényfajnak ez a legészakibb elterjedési területe. A flóra és fauna jelentős része a Jaejama-szigetek endemizmusa. A belső területek esőerdejeinek fő fafajai a Castanopsis sieboldii és a Quercus salicina. A part menti mangrovemocsarakban csak itt található meg mind a hét, Japánban honos mangrovefafaj, köztük a Heritiera littoralis.
Iriomote számos ritka élőlénynek ad otthont. A sziget neves az iriomote-szigeti macskáról (Prionailurus bengalensis iriomotensis), egy súlyosan veszélyeztetett vadmacskaféléről, mely itt is megtalálható. 2007-ben 100-109 egyedből állt a populációja. Iriomotén található még egy mérgeskígyó, a Trimeresurus elegans, melyet a helyiek habu néven ismernek. A faj a gödörkésarcú viperák közé tartozik, marása 3%-ban halállal és 6-8%-ban maradandó bénulással jár.

## Történelem
A szigeten kezdetben rjúkjúi halászok és rizstermelők alapítottak néhány települést. Lakossága az 1889 és 1959 között működő iriomotei szénbánya hatására nőtt meg.
A második világháború alatt Isigaki néhány lakosát akaratuk ellenére Iriomotén bújtatták el, azonban legtöbbjük maláriával volt fertőzött. A háború után az amerikai csapatok kiirtották a szigetről a maláriát és azóta mentes a betegségtől.
A sziget, mint Okinava prefektúra jelentős része, amerikai megszállás alatt maradt 1972-ig. Iriomote hivatalosan 1972. június 17-én tért vissza Japánhoz.

## Kultúra
Néhányan beszélik a jaejamai nyelv iriomotei dialektusát a szigeten.

## Gazdaság

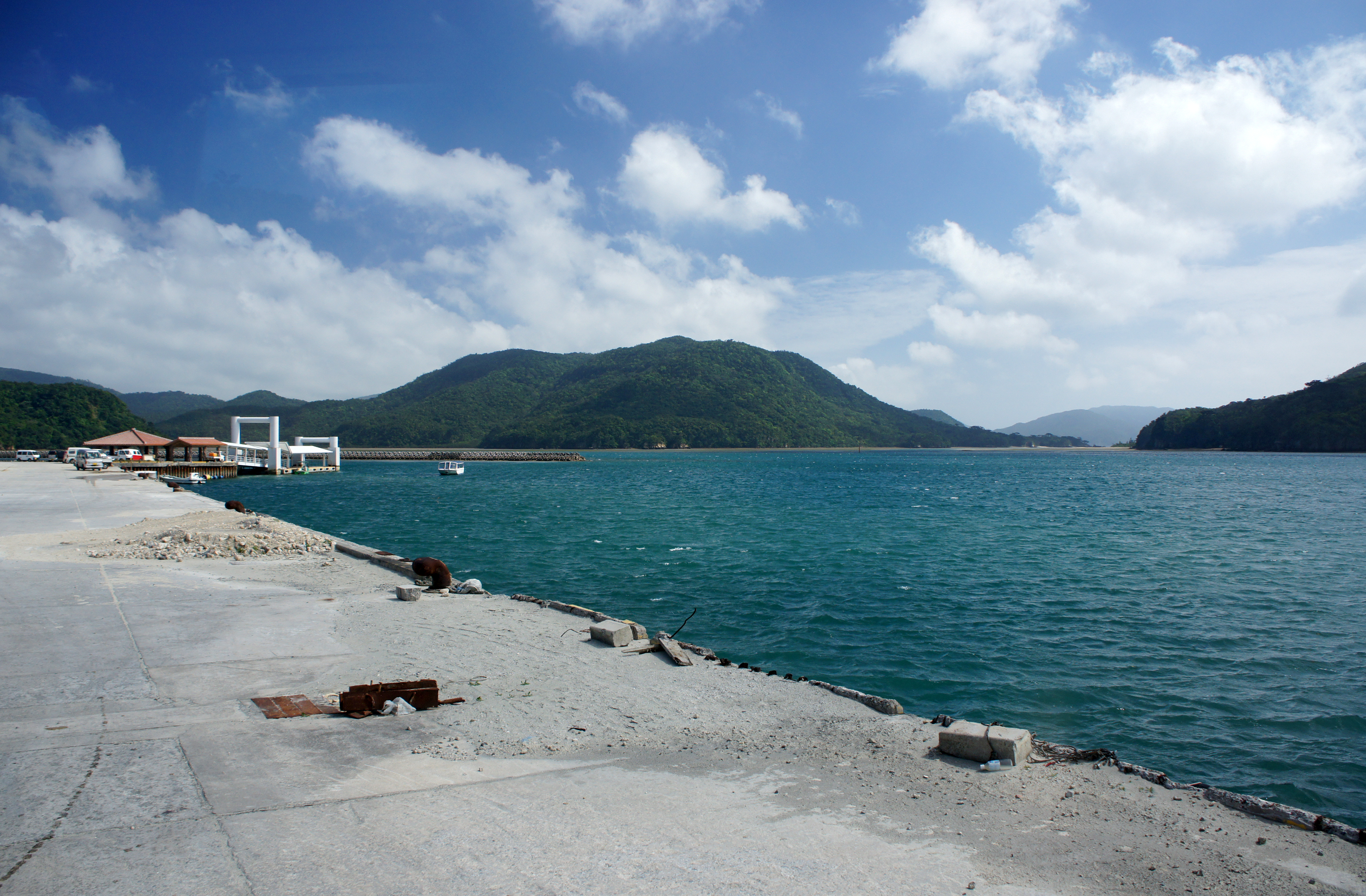
Sirahama kikötő

A turizmuson kívül Iriomote gazdasága mezőgazdasági termelésből áll, főként ananász, cukornád és mangó termesztéséből és halászatból.

## Turizmus
2007-ben a szigetre több mint 400 000-en látogattak el, ez tízszerese a tíz évvel azelőttihez képest. A természeti kincsekben bővelkedő sziget gyors ütemben fejlődő ökoturizmusával az infrastruktúra nem volt képes tartani a versenyt, így a szemételszállítás és szennyvízelvezetés gondot okoz.
Iriomote fő látnivalói:
- mangroveerdők
- Uraucsi vízesései
- Hosizuna-no-hama, a csillaghomokkal
- Szakisimaszuó, amelyet Japán legnagyobb és legöregebb mangrovefájának (Heritiera littoralis) tartanak
- gyümölcsösök
- Iriomote Onszen
- Tudumari-no-hama

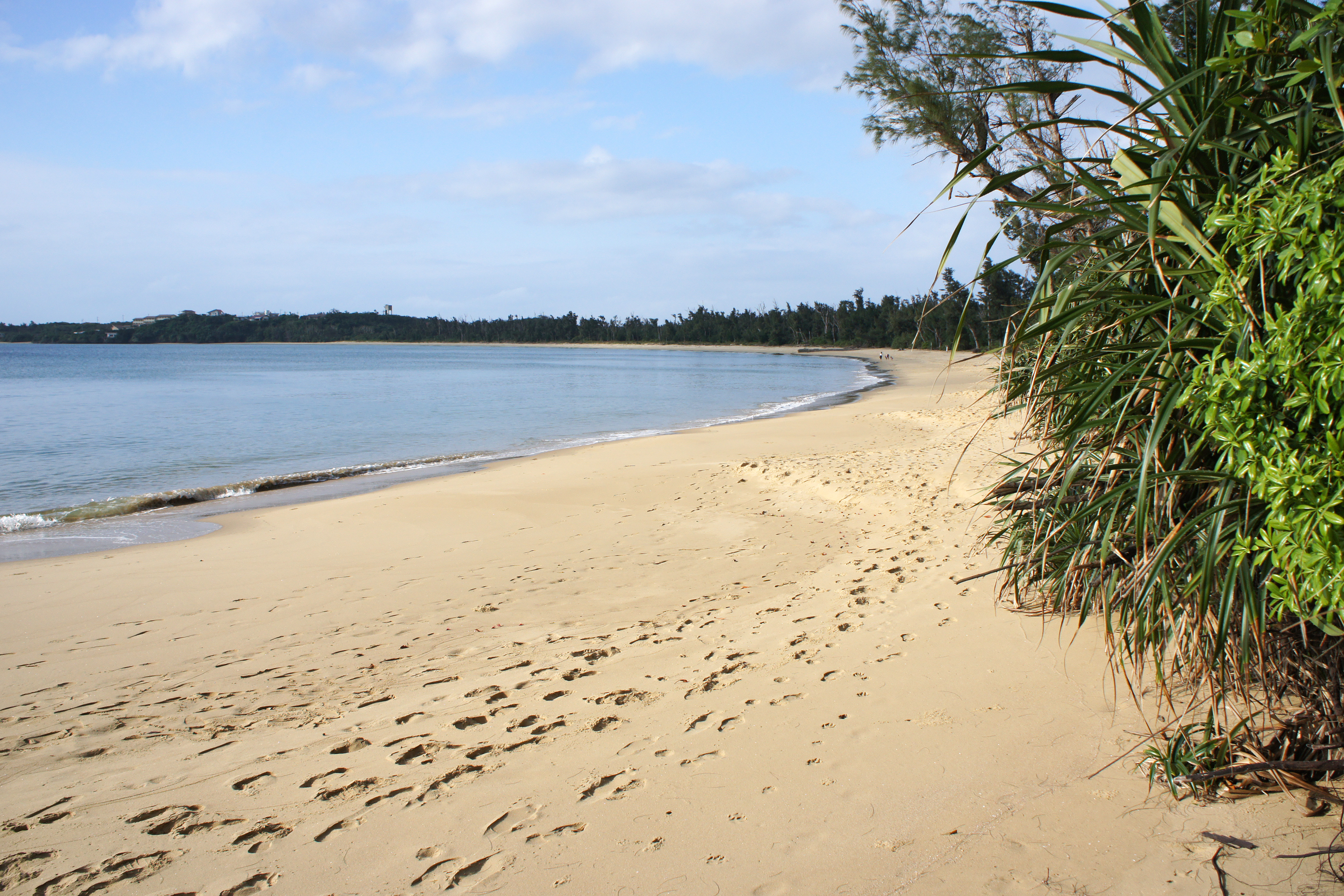
Tudumari-no-hama (Cukigahama part)
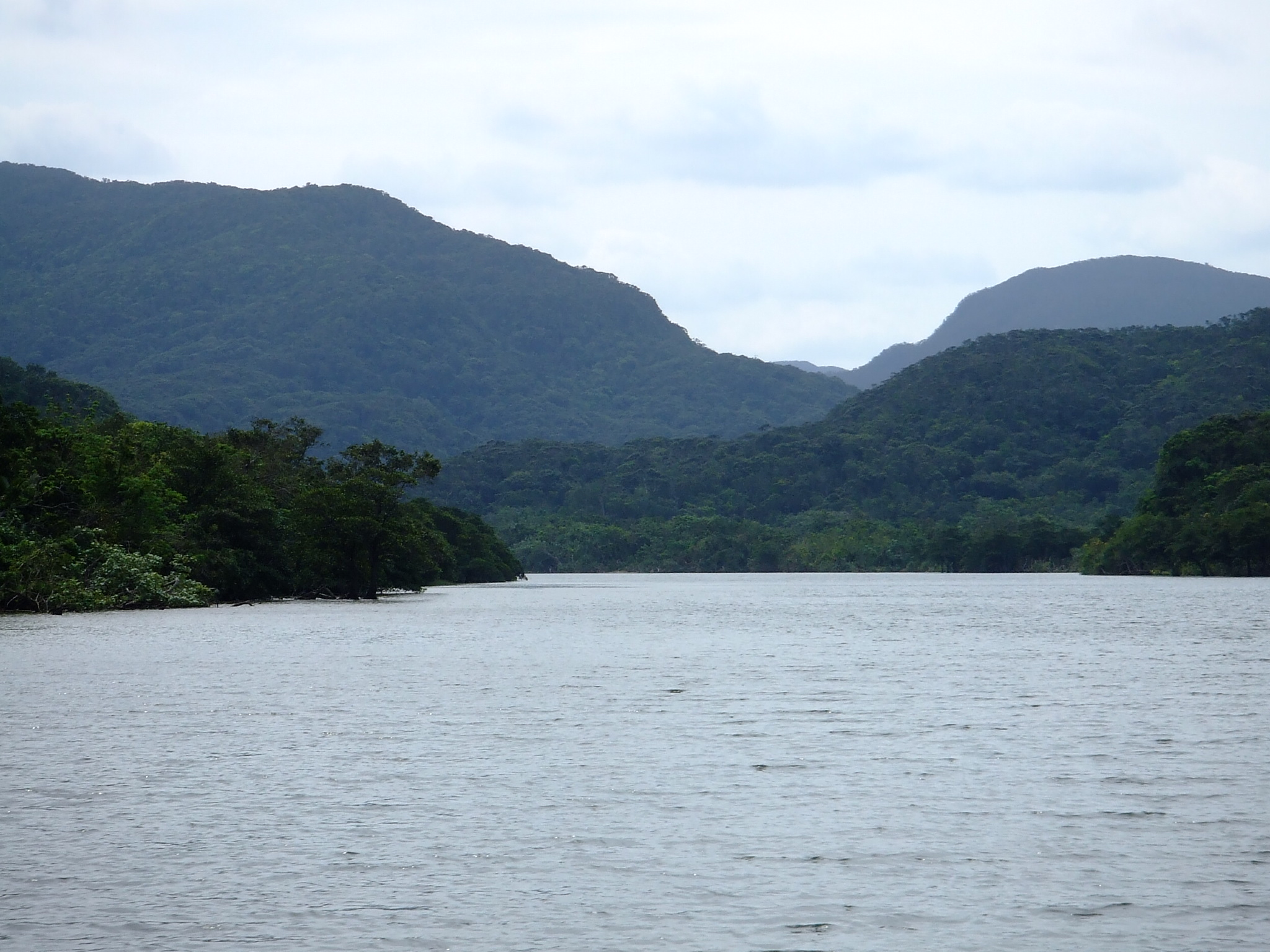
Uraucsi-gava: Okinava prefektúra leghosszabb folyója
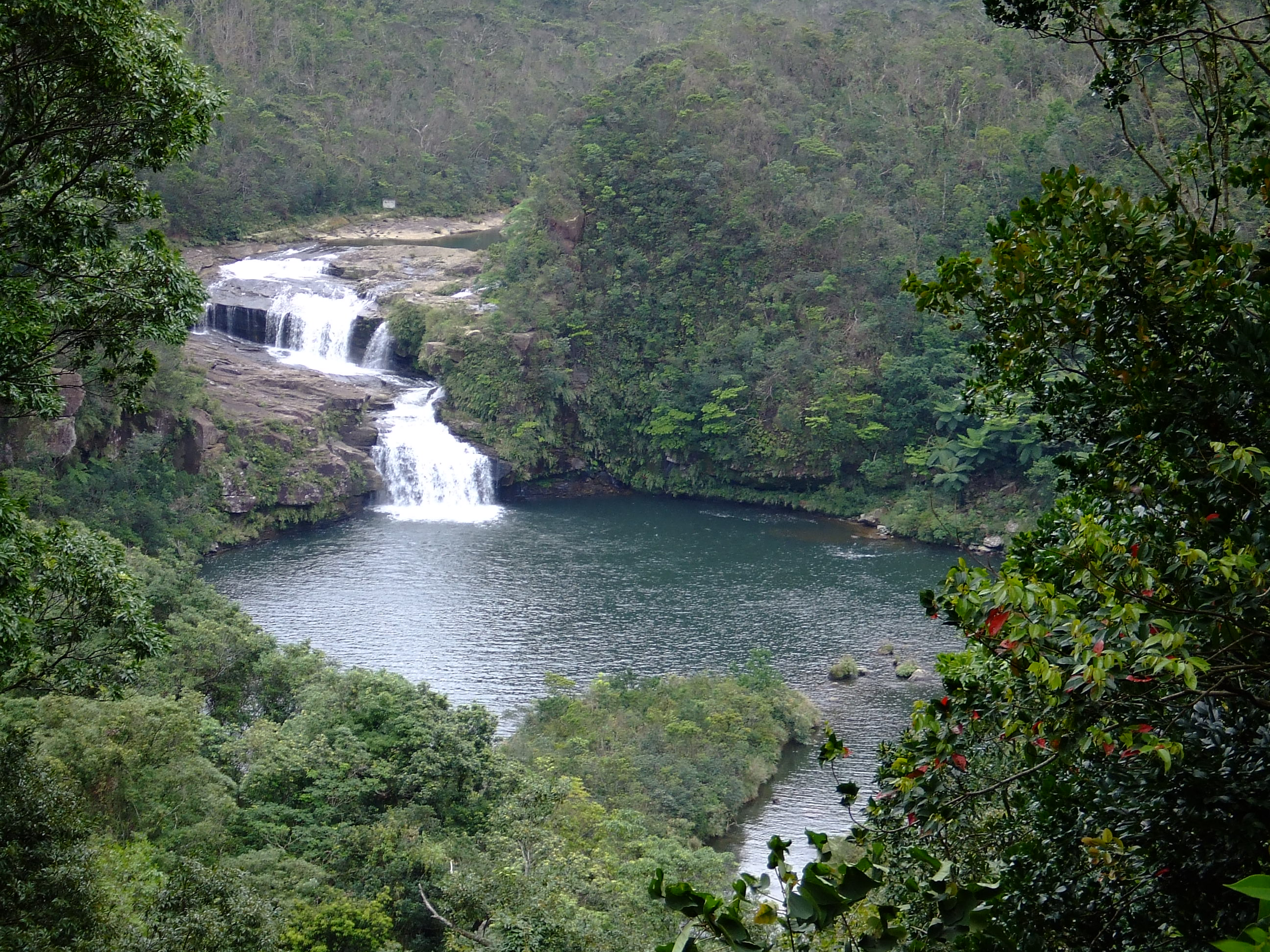
Marijudó-no-taki: vízesés az Uraucsi folyón
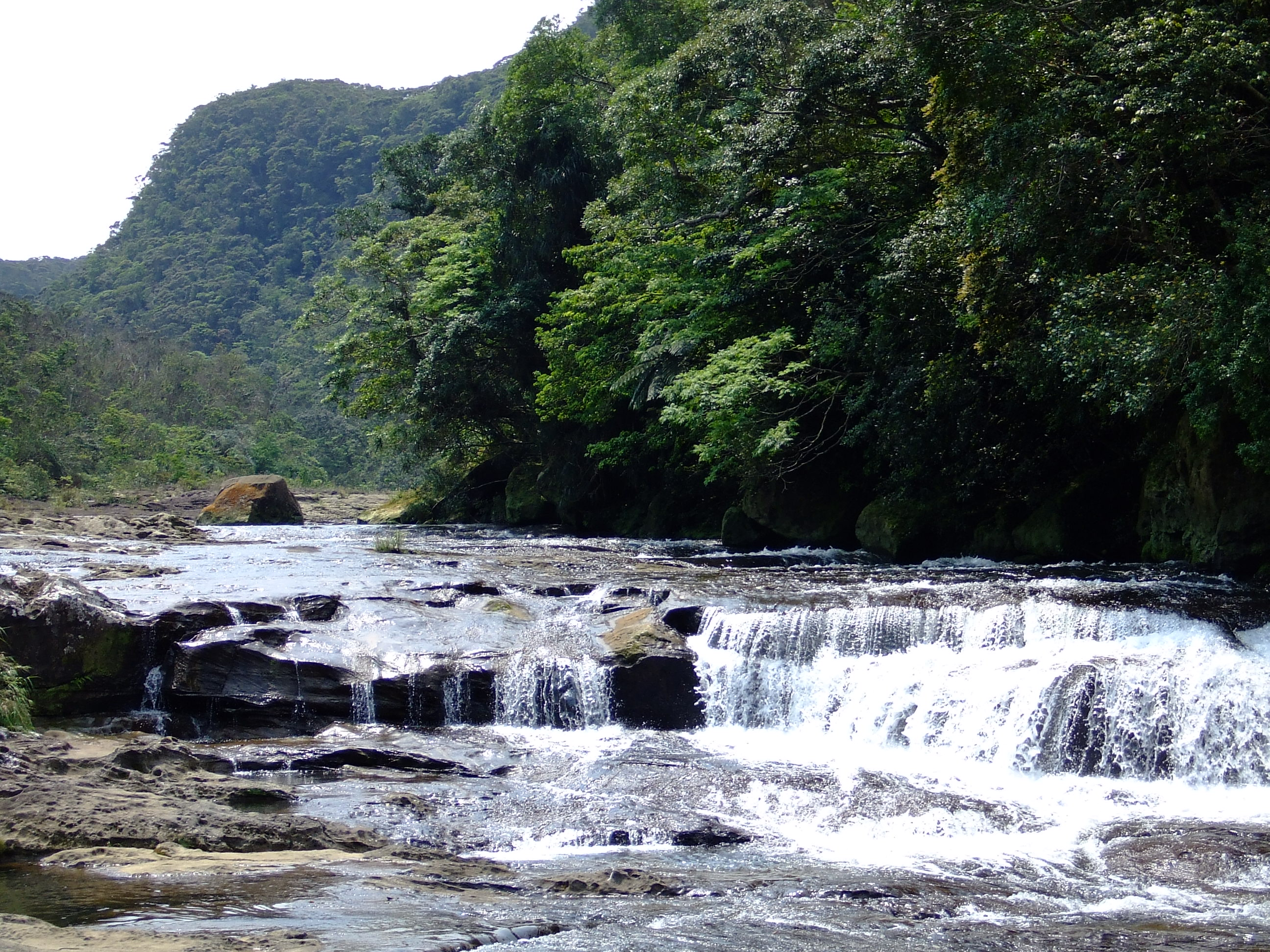
Kampire-no-taki: A Kampire vízesés egy részlete, Uraucsi folyó
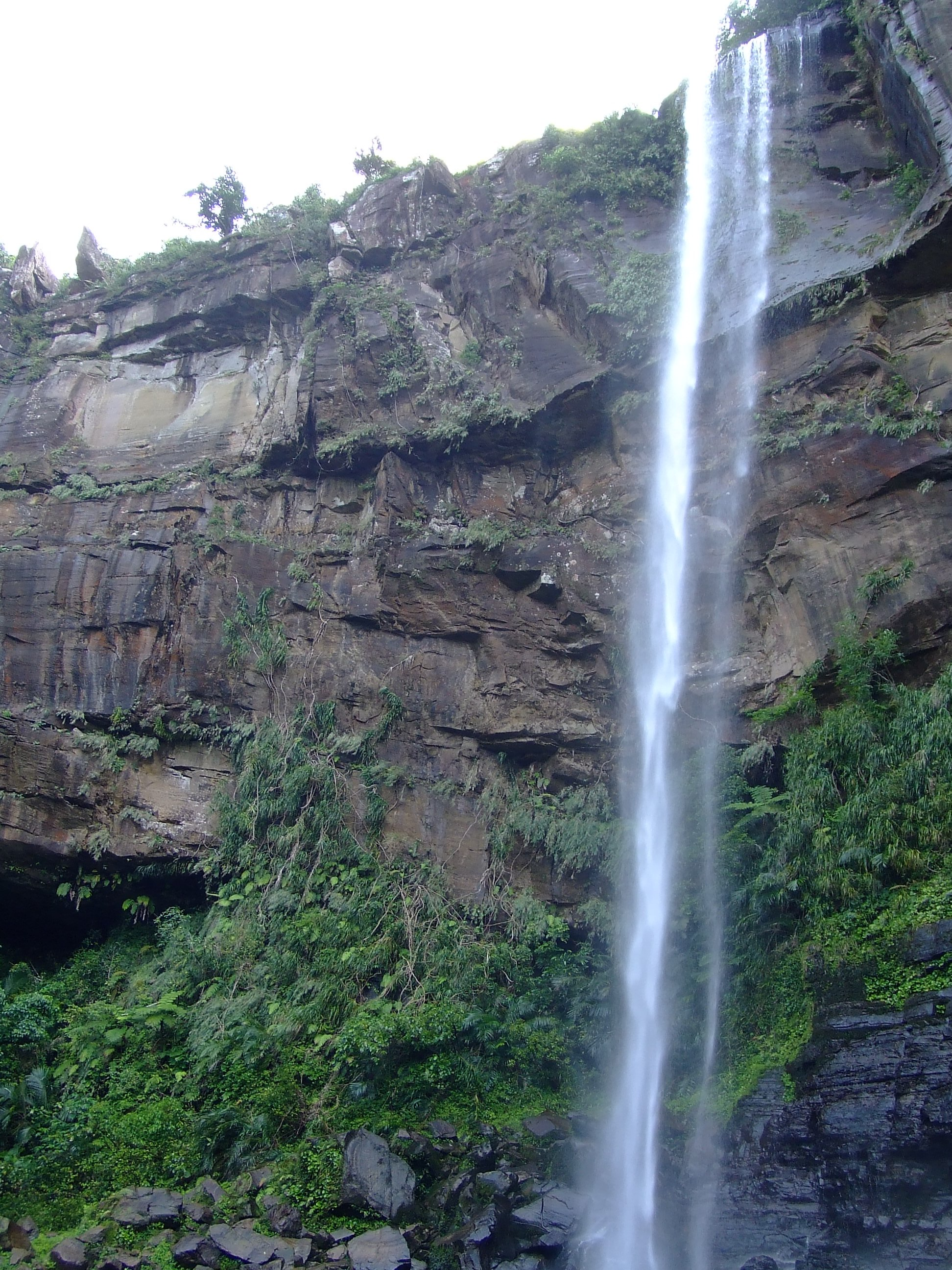
Pinaisara-no-taki: Okinava prefektúra legnagyobb vízesése
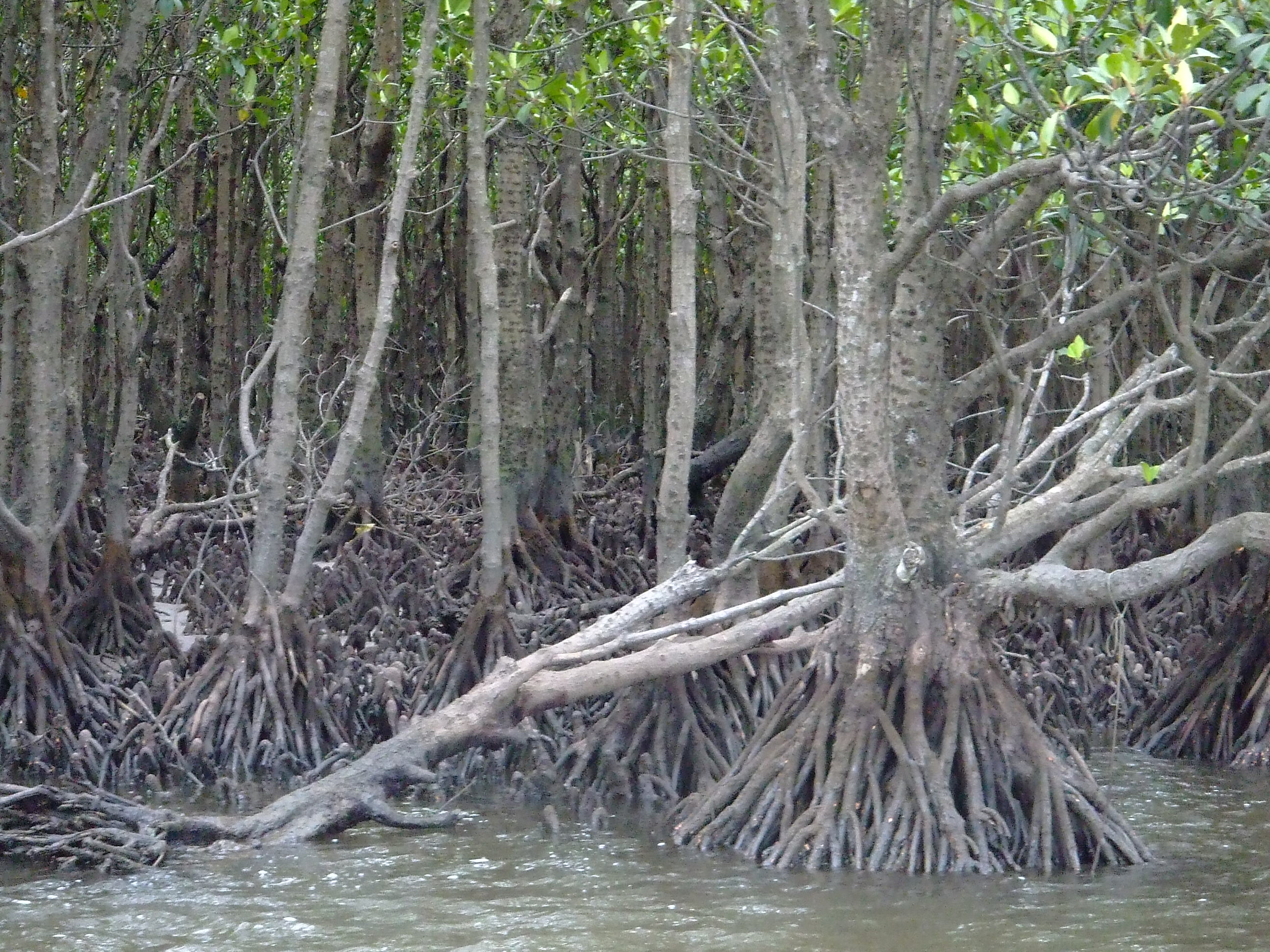
Mangrove a Nakama folyón
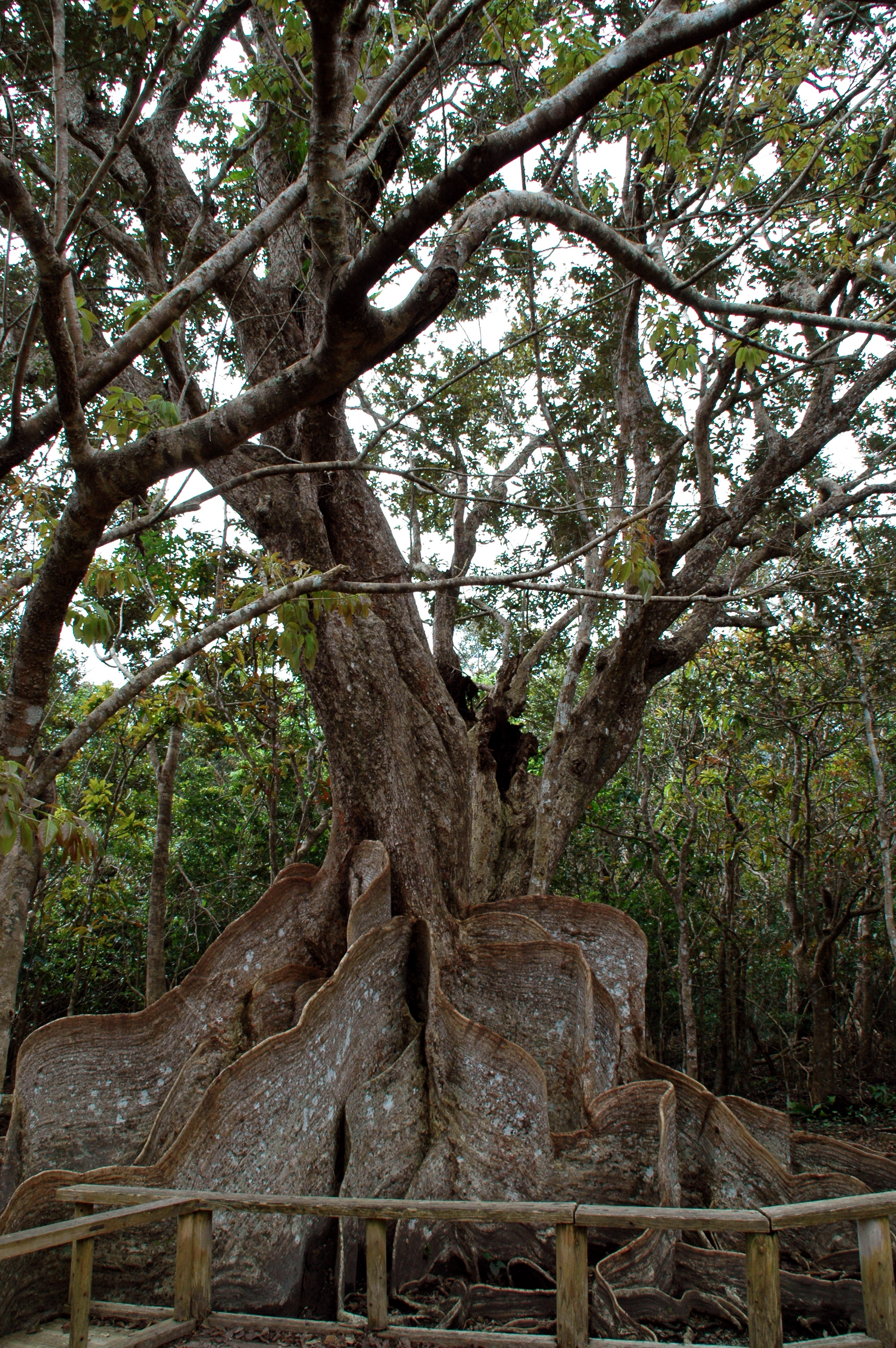
Szakisimaszuó fa: Japán legnagyobb és legöregebb mangrovefájának tartják
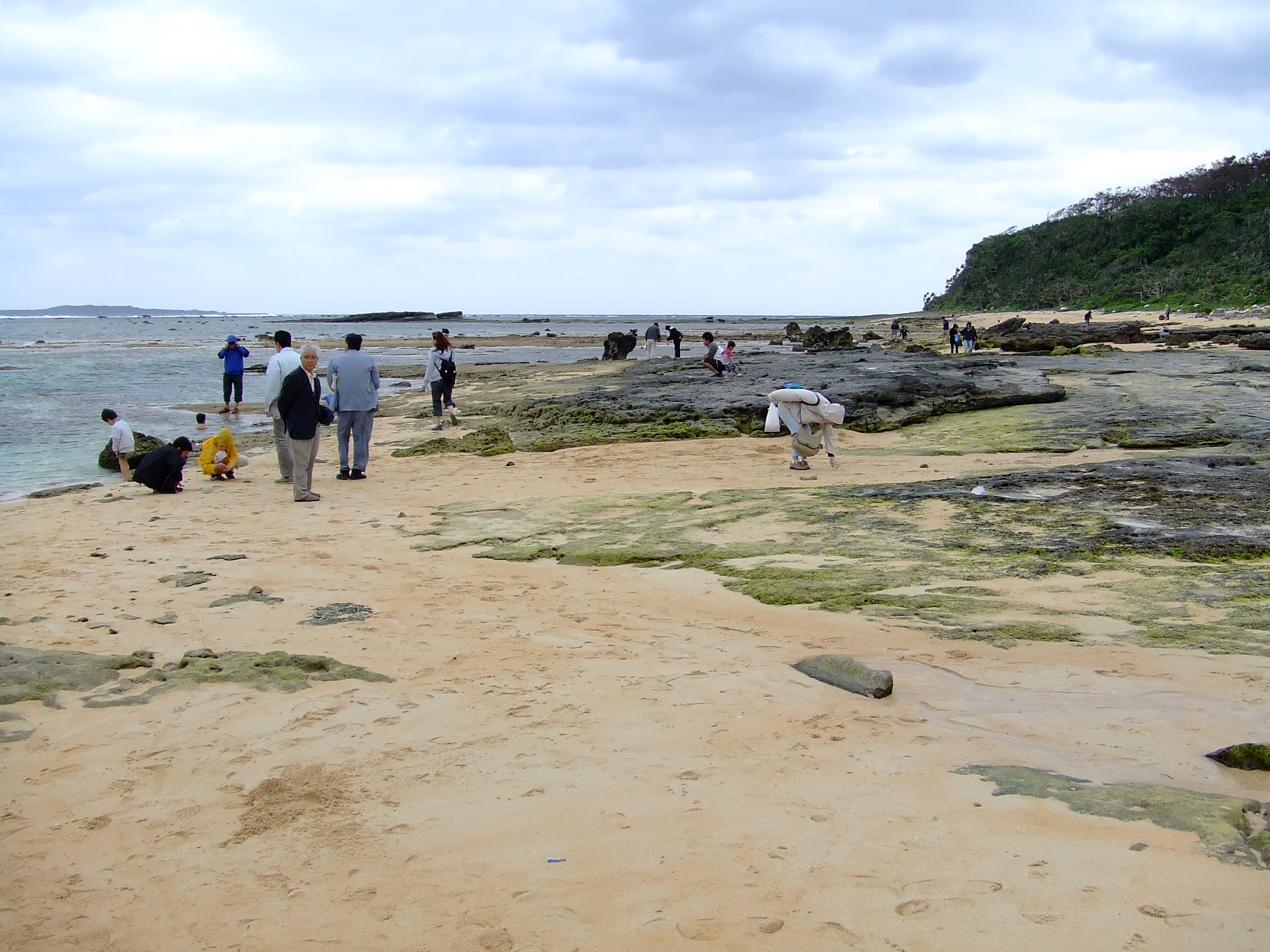
Hosizuna-no-hama (Csillaghomok part)
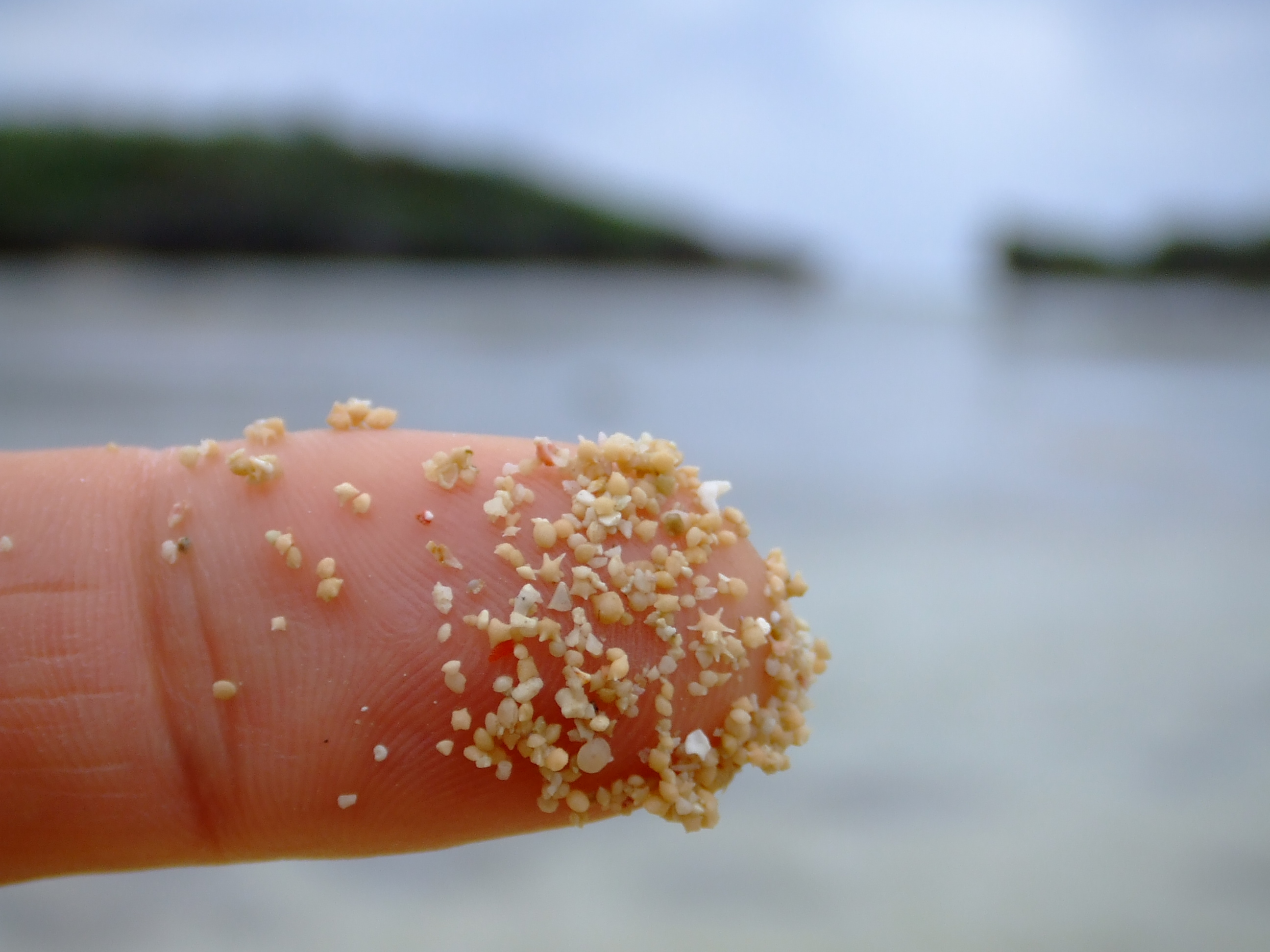
Csillaghomok Hosizuna-no-hamáról: Lekoptatott foraminifera vázak a közeli zátonyokról
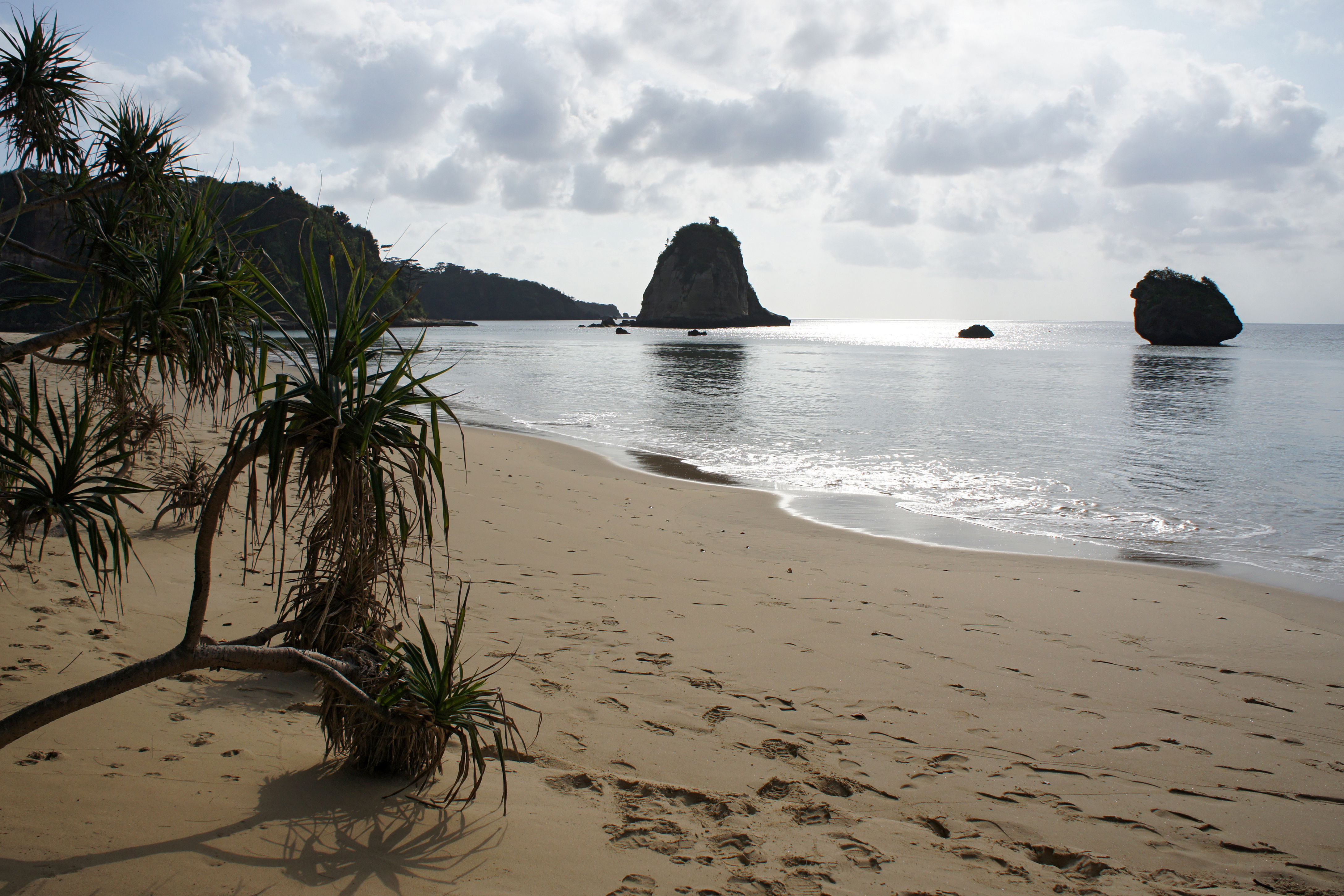
Tudumari-no-hama (Cukigahama strand)

## Fordítás
- Ez a szócikk részben vagy egészben  az   Iriomote című angol Wikipédia-szócikk ezen változatának fordításán alapul.  Az eredeti cikk szerkesztőit annak laptörténete sorolja fel. Ez a jelzés csupán a megfogalmazás eredetét és a szerzői jogokat jelzi, nem szolgál a cikkben szereplő információk forrásmegjelöléseként.
- Ez a szócikk részben vagy egészben  a(z)   西表島 című japán Wikipédia-szócikk ezen változatának fordításán alapul.  Az eredeti cikk szerkesztőit annak laptörténete sorolja fel. Ez a jelzés csupán a megfogalmazás eredetét és a szerzői jogokat jelzi, nem szolgál a cikkben szereplő információk forrásmegjelöléseként.